# X (album d'Agnez Mo)
Pour les articles homonymes, voir X.
Albums de Agnes Monica
Agnez Mo
(2013)
Singles
1. Long As I Get Laid
Sortie : 20 septembre 2017
2. Damn I Love You
Sortie : 11 mai 2017

X  est le huitième album de la chanteuse américaine d'origine Indonésienne Agnes Monica sorti le 10 octobre 2017 sur le label Amada Records.

## Historique
Sorti en octobre 2017,,,, l'album est principalement produit par Danja. Le vidéoclip de Long As I Get Paid sort le 20 septembre 2017, et présente la chanteuse vêtue d'une robe fortement influencée par l'esthétique des vêtements traditionnels indonésiens. Le 26 octobre 2017, le vidéoclip de Damn I Love You sort également. Fin novembre 2017, Agnez Mo remporte les Mnet Asian Music Awards 2017 au Vietnam dans la catégorie meilleur artiste asiatique d'Indonésie. Lors de l'événement, elle interprète notamment plusieurs titres de cet album, comme Long As I Get Paid, et Damn I Love You.

## Liste des titres
| 1.    | Millions $ Lover   | 3:06 |
| 2.    | Long As I Get Laid | 3:16 |
| 3.    | Sorry              | 3:34 |
| 4.    | Level Up           | 2:56 |
| 5.    | Wanna Be Loved     | 3:04 |
| 6.    | Backroom           | 2:48 |
| 7.    | Karma              | 3:51 |
| 8.    | Damn I Love You    | 3:51 |
| 9.    | Beautiful Mistake  | 3:33 |
| 10.   | Get What You Give  | 3:50 |
| 33:52 |                    |      |